# Kevin Kimani
Kévin Kiruthi-Kimani (* 12. Juni 1989 in Nairobi) ist ein kenianischer Fußballspieler.

## Karriere

### Verein
Seine Karriere begann 2008 bei Kenya Commercial Bank FC. Der offensive Mittelfeldspieler erzielte in der Saison 2011 elf Tore für Mathare United und wurde am Ende zum Kenyan-Premier-League-Spieler des Jahres gekürt.
Am 8. Februar 2012 flog er gemeinsam mit seinem Nationalmannschaftskollegen Kévin Oliech zu einem Probetraining nach Deutschland zum KFC Uerdingen 05, bevor er am 10. Februar ein Probetraining bei Alemannia Aachen absolvierte. Doch am Ende wechselte der Spieler dann zum belgischen Drittligisten Bocholter VV. Im Sommer 2013 ging er dann weiter zum FC Fostiras Tavros in die griechische Zweitklassigkeit. Nach einem halben Jahr ging er zurück in seine Heimat und schloss sich Tusker FC an.
Anschließend folgten Stationen bei Jomo Cosmos in der südafrikanischen ersten Liga und bei Zweitligist al-Hazem in Saudi-Arabien. Die erste Hälfte der Saison 2018 verbrachte er bei Sofapaka FC und anschließend stand Kimani erneut bei Mathare United unter Vertrag. Seit dem Sommer 2020 spielt er nun für den Ligarivalen Wazito FC.

### Nationalmannschaft
2010 wurde Kimani erstmals in die kenianische Fußballnationalmannschaft berufen und kam bislang zu 21 Länderspielen für die "Harambee Stars".